# Bomolocha frigida
Bomolocha frigida är en fjärilsart som beskrevs av William Schaus 1912. Bomolocha frigida ingår i släktet Bomolocha och familjen nattflyn. Inga underarter finns listade i Catalogue of Life.